# Ümit Haluk Bayülken

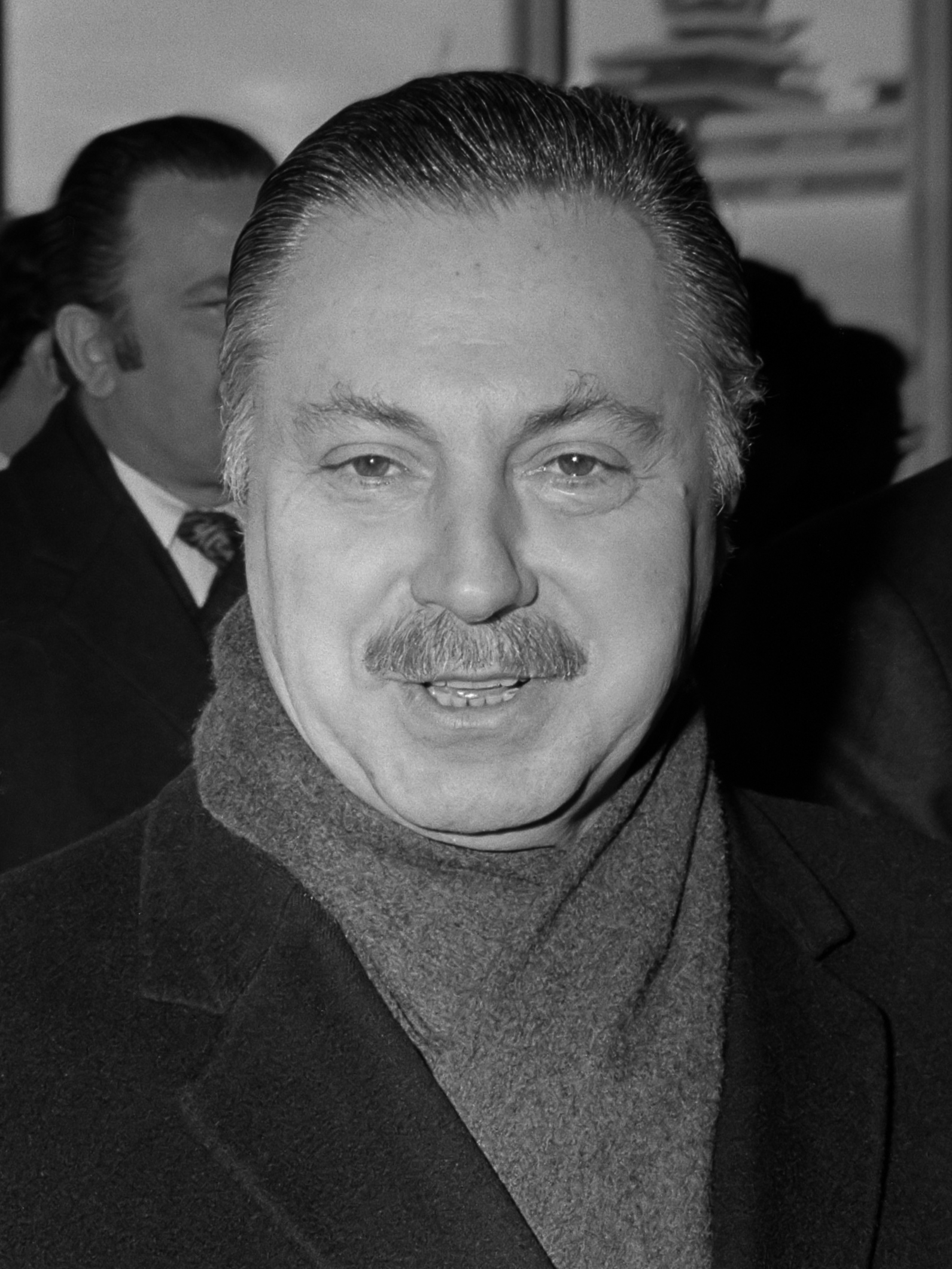
Ümit Haluk Bayülken (1972)

Ümit Haluk Bayülken (* 1921 in Istanbul; † 26. April 2007 in Ankara) war ein türkischer Diplomat und Politiker. Er war Außenminister und Verteidigungsminister seines Landes.

## Leben
Bayülken wurde 1921 in Istanbul geboren. Nach dem Besuch des Haydarpaşa Lisesi in Istanbul studierte er ab 1939 Politikwissenschaften an der Ankara Üniversitesi und graduierte 1943. Zwischen 1945 und 1947 leistete er seinen Militärdienst.
Bayülken starb am 26. April 2007 in Ankara. Er wurde nach einer Trauerzeremonie vor dem Außenministerium, an der auch hochrangige Politiker wie der damals amtierende Staatspräsident Abdullah Gül, der ehemalige Minister- und Staatspräsident Süleyman Demirel und der ehemalige Ministerpräsident Bülend Ulusu teilnahmen, und dem Totengebet in der Kocatepe-Moschee, auf dem Friedhof Karşıyaka in Ankara beigesetzt.
Bayülken war verheiratet mit Fatma Valih. Das Paar hatte zwei Kinder.

### Karriere als Diplomat
Im Jahr 1943 wurde er Mitarbeiter im Ministerium für Auswärtige Angelegenheiten und war in unterschiedlichen Positionen tätig. Als Generalkonsul in Frankfurt half er 1947 bei der Rückholung von mehr als 20.000 Türken aus Flüchtlingslagern.
Zwischen 1963 und 1966 unterrichtete Bayülken Internationales Recht an der Fakultät für Politikwissenschaften an seiner Alma Mater. Im Juli wurde er zum türkischen Botschafter in London bestellt. Im August 1969 wurde er Ständiger Vertreter der Türkei bei den Vereinten Nationen und blieb im Amt, bis er am 1. Januar 1972 von Osman Olcay abgelöst wurde. Im November 1974 wählte man ihn zum Generalsekretär der Central Treaty Organization (CENTO).

### Karriere als Politiker
Obwohl Bayülken kein Mitglied des Parlamentes war, wurde er zum Außenminister in der 34., 35. und 36. Regierung der Türkei berufen und war vom 11. Dezember 1971 bis 26. Januar 1974 im Amt. Zwischen 1974 und 1980 war er Generalsekretär des türkischen Präsidenten Fahri Korutürk.
Nach der türkischen Verfassung von 1961 konnte der Präsident 15 Mitglieder in den türkischen Senat entsenden. Am 16. Mai 1980 wurde Bayülken von dem Staatspräsidenten İhsan Sabri Çağlayangil zum Senator bestimmt. Doch schon bei dem Militärputsch in der Türkei 1989 verlor er den Sitz wieder.
In der 44. Regierung der Türkei wurde er ab dem 20. September 1980 nach dem Militärputsch vom Millî Güvenlik Kurulu (Nationaler Sicherheitsrat) zum Verteidigungsminister seines Landes berufen. Er blieb nach der Parlamentswahl 1983 bis zur Neubildung einer Regierung am 13. Dezember 1983 im Amt.
Bei der Wahl wurde er zum Abgeordneten der Provinz Antalya für die Milliyetçi Demokrasi Partisi (MDP) gewählt. Nach der Auflösung der Partei im Jahr 1986 blieb er bis zum Ende der Legislaturperiode als unabhängiger Abgeordneter im Parlament.
Von 1994 bis 1997 war er Präsident der Atlantic Treaty Association.